# Kommando Luftwaffe
Das Kommando Luftwaffe (Kdo Lw) ist die einzige dem Bundesministerium der Verteidigung (BMVg) nachgeordnete Höhere Kommandobehörde der Luftwaffe. Es wurde im Zuge der Neuausrichtung der Bundeswehr am 1. Oktober 2012 durch Überleitung des früheren Führungsstabs der Luftwaffe aufgestellt, ist die oberste Führungsebene dieser Teilstreitkraft der Bundeswehr und wird vom Inspekteur der Luftwaffe geführt.

## Unterstellung
Das Kommando Luftwaffe ist dem Inspekteur der Luftwaffe unterstellt und hat seinen Dienstsitz in Berlin-Gatow in der General-Steinhoff-Kaserne. Bis zur Fertigstellung der dortigen Infrastruktur werden Teile des Kommandos zeitweilig in der Luftwaffenkaserne Wahn in Köln-Wahn untergebracht.

## Unterstellte Truppenteile

Gliederung der Luftwaffe im März 2020

Zur Erfüllung seiner Aufgaben sind dem Kommando Luftwaffe folgende Dienststellen unterstellt.
- Air Component Command bis Anfang 2025 "Zentrum Luftoperationen"
- Luftwaffentruppenkommando
- Luftfahrtamt der Bundeswehr
- Weltraumkommando der Bundeswehr

Mit der Aufstellung des Luftwaffentruppenkommandos zum 1. Juli 2015 wurden das Kommando Einsatzverbände Luftwaffe sowie das Kommando Unterstützungsverbände Luftwaffe aufgelöst und im neu aufgestellten Luftwaffentruppenkommando zusammengeführt. Während eine der Kernaufgaben des Zentrum Luftoperationen die Bereitstellung des Luftlagebildes für Deutschlands ist, führt das Luftwaffentruppenkommando sämtliche Geschwader der Luftwaffe truppendienstlich.

## Auftrag
- Truppendienstliches Führen des militärischen Organisationsbereiches Luftwaffe
- Herstellen und Erhalten der durch den Generalinspekteur der Bundeswehr konzeptionell vorgegebenen Fähigkeiten der Luftwaffe sowie Sicherstellen der personellen und materiellen Einsatzbefähigung und -bereitschaft der Luftwaffe
- Sicherstellen der in Verantwortung der Luftwaffe liegenden Ausbildung, einschließlich einsatzvorbereitender Ausbildung
- Beratung des Befehlshabers Einsatzführungskommando der Bundeswehr in allen luftwaffenspezifischen Angelegenheiten sowie Unterstützen bei dem Erhalt der Einsatzbereitschaft der eingesetzten und dem Einsatzführungskommando der Bundeswehr unterstellten Einsatzkräfte Luftwaffe
- Sicherstellen der vorgegebenen Dauereinsatzaufgaben und Ausüben der Befugnisse im Rahmen zugewiesener Fach-, Streitkräfte- oder Bw-gemeinsamer Aufgaben

## Aufbau
Das Kommando ist grundsätzlich in vier Abteilungen und deren Unterabteilungen organisiert.
- Abteilung Weiterentwicklung, Planung Luftwaffe
  - Unterabteilung Grundsatz, Weiterentwicklung Luftwaffe
  - Unterabteilung Fähigkeitsmanagement Luftwaffe
  - Unterabteilung Finanzbedarfsanalyse/Haushalt/Bundesrechnungshof
- Abteilung Einsatz
  - Unterabteilung Einsatz/Operationsführung Luftwaffe
  - Unterabteilung Führung & Einsatz Luftwaffe
  - Unterabteilung Führungsfähigkeit Luftwaffe
- Abteilung Personal/Organisation/Ausbildung
  - Unterabteilung Personalmanagement Luftwaffe
  - Unterabteilung Organisation/Infrastruktur & Stationierung
  - Unterabteilung Nutzungsorganisation/SASPF Luftwaffe
  - Unterabteilung Ausbildung Luftwaffe
- Abteilung Unterstützung
  - Unterabteilung Grundsatz/Prozesse & Steuerung Einsatzlogistik Luftwaffe
  - Unterabteilung Materielle Einsatzfähigkeit/Einsatzbereitschaft Waffensysteme
- Zentrale Aufgaben
  - Auftrags- & Vorhabenmanagement
  - Prozessmanagement & Controlling
  - Presse und Informationszentrum  Luftwaffe
- Stabsquartier

Daneben gibt es noch weitere Gruppen als Stabs- und Linienelemente:
- Adjutantur
- Arbeits- und Umweltschutz
- Gleichstellungsbeauftragter
- Rechtsberater/Wehrdisziplinaranwalt
- Leitender Truppenpsychologe

## Kommandoführung und Abteilungsleiter
| Nr. | Name                            | Beginn der Amtszeit | Ende der Amtszeit |
| --- | ------------------------------- | ------------------- | ----------------- |
| 3   | Generalleutnant Lutz Kohlhaus   | 1. Juli 2023        |                   |
| 2   | Generalleutnant Ansgar Rieks    | 28. Sep. 2017       | 1. Juli 2023      |
| 1   | Generalleutnant Dieter Naskrent | 1. Okt. 2012        | 28. Sep. 2017     |

| Nr. | Name                             | Beginn der Amtszeit | Ende der Amtszeit |
| --- | -------------------------------- | ------------------- | ----------------- |
| 4   | Generalmajor Christian Leitges   | 4. März 2024        |                   |
| 3   | Generalmajor Wolfgang Ohl        | 1. Okt. 2019        | 4. März 2024      |
| 2   | Generalmajor Günter-Erhard Giesa | 1. Okt. 2014        | 30. Sep. 2019     |
| 1   | Generalmajor Erich Staudacher    | 1. Okt. 2012        | 30. Sep. 2014     |

| Nr. | Name                             | Beginn der Amtszeit | Ende der Amtszeit |
| --- | -------------------------------- | ------------------- | ----------------- |
| 7   | Brigadegeneral Henrik Scholz     | Okt. 2024           |                   |
| 6   | Brigadegeneral Holger Neumann    | Apr. 2021           | Sep. 2024         |
| 5   | Brigadegeneral Christian Leitges | 1. Jan. 2018        | 4. März 2021      |
| 4   | Brigadegeneral Jan Kuebart       | 1. Jan. 2016        | 21. Juni 2018     |
| 3   | Brigadegeneral Jörg Lebert       | 30. Juni 2014       | 1. Jan. 2016      |
| 2   | Brigadegeneral Stefan Perschke   | 1. Jan. 2013        | 30. Juni 2014     |
| 1   | Brigadegeneral Christian Badia   | 1. Okt. 2012        | 1. Jan. 2013      |

| Nr. | Name                               | Beginn der Amtszeit | Ende der Amtszeit |
| --- | ---------------------------------- | ------------------- | ----------------- |
| 6   | Brigadegeneral Michael Krah        | 1. Jan. 2025        |                   |
| 5   | Brigadegeneral Frank Gräfe         | nicht bekannt       | 1. Jan. 2025      |
| 4   | Brigadegeneral Bernd Stöckmann     | 1. Jan. 2018        | 2022              |
| 3   | Brigadegeneral Michael Hogrebe     | 1. Okt. 2015        | 1. Jan. 2018      |
| 2   | Brigadegeneral Günter Katz         | 24. Okt. 2014       | 30. Sep. 2015     |
| 1   | Brigadegeneral Thorsten Poschwatta | 1. Okt. 2012        | 24. Okt. 2014     |

| Nr. | Name                             | Beginn der Amtszeit | Ende der Amtszeit |
| --- | -------------------------------- | ------------------- | ----------------- |
| 3   | Brigadegeneral Friedhelm Tränapp | 1. Apr. 2022        |                   |
| 2   | Brigadegeneral Richard Frevel    | 7. Juli 2016        | 1. Apr. 2022      |
| 1   | Brigadegeneral Lutz Kohlhaus     | 1. Okt. 2012        | 7. Juli 2016      |

| Nr. | Name                             | Beginn der Amtszeit | Ende der Amtszeit |
| --- | -------------------------------- | ------------------- | ----------------- |
| 4   | Brigadegeneral Stephan Knobloch  | 2024                |                   |
| 3   | Brigadegeneral Markus Alder      | 1. Okt. 2017        | 7. Feb. 2024      |
| 2   | Brigadegeneral Michael Bartscher | 1. Juli 2015        | 1. Okt. 2017      |
| 1   | Brigadegeneral Werner Haumann    | 1. Okt. 2012        | Jan. 2015         |